# Hans Dietrich von Zanthier (Forstmeister)

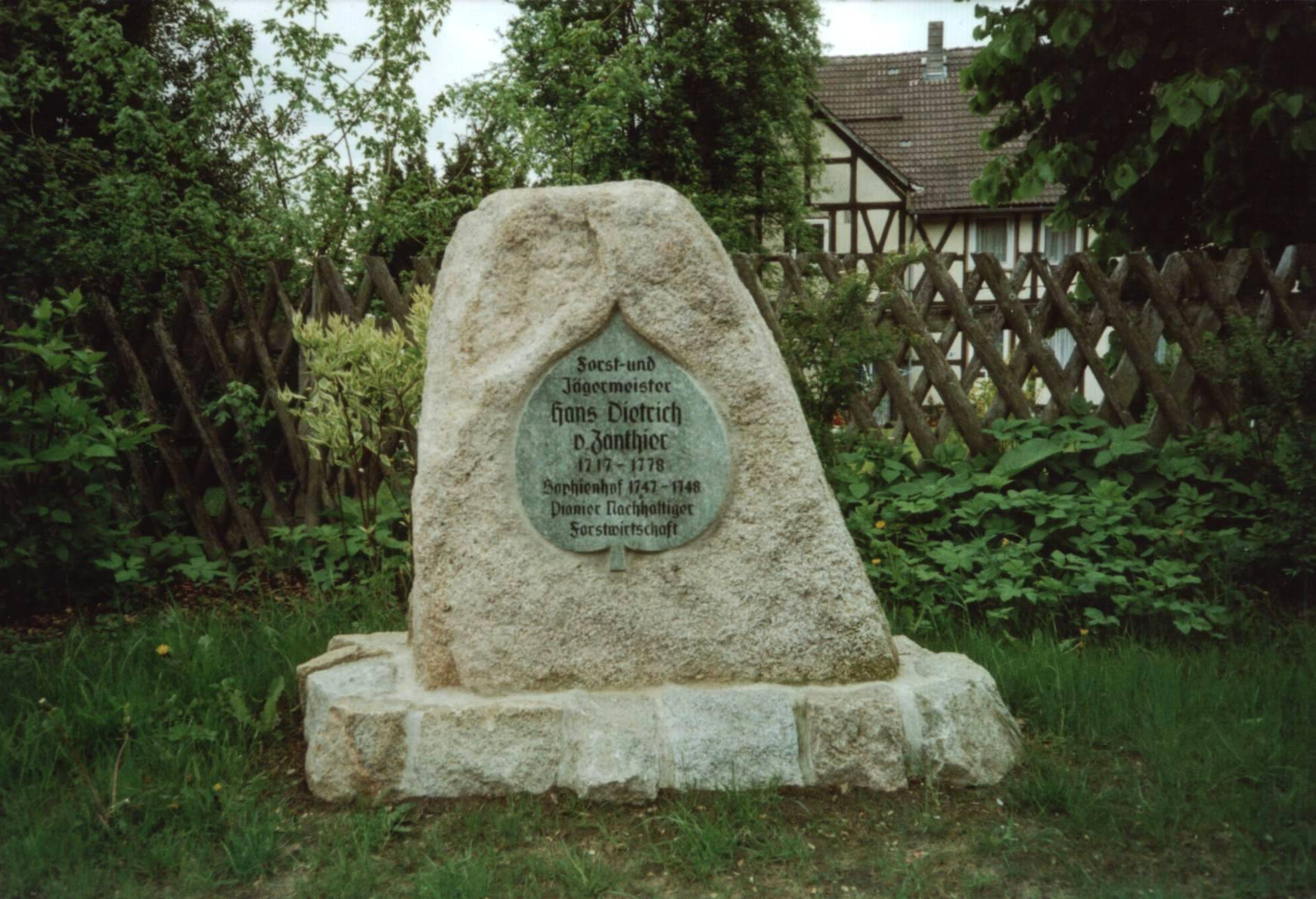
Neuer Gedenkstein für Hans Dietrich von Zanthier in Sophienhof (Harztor)

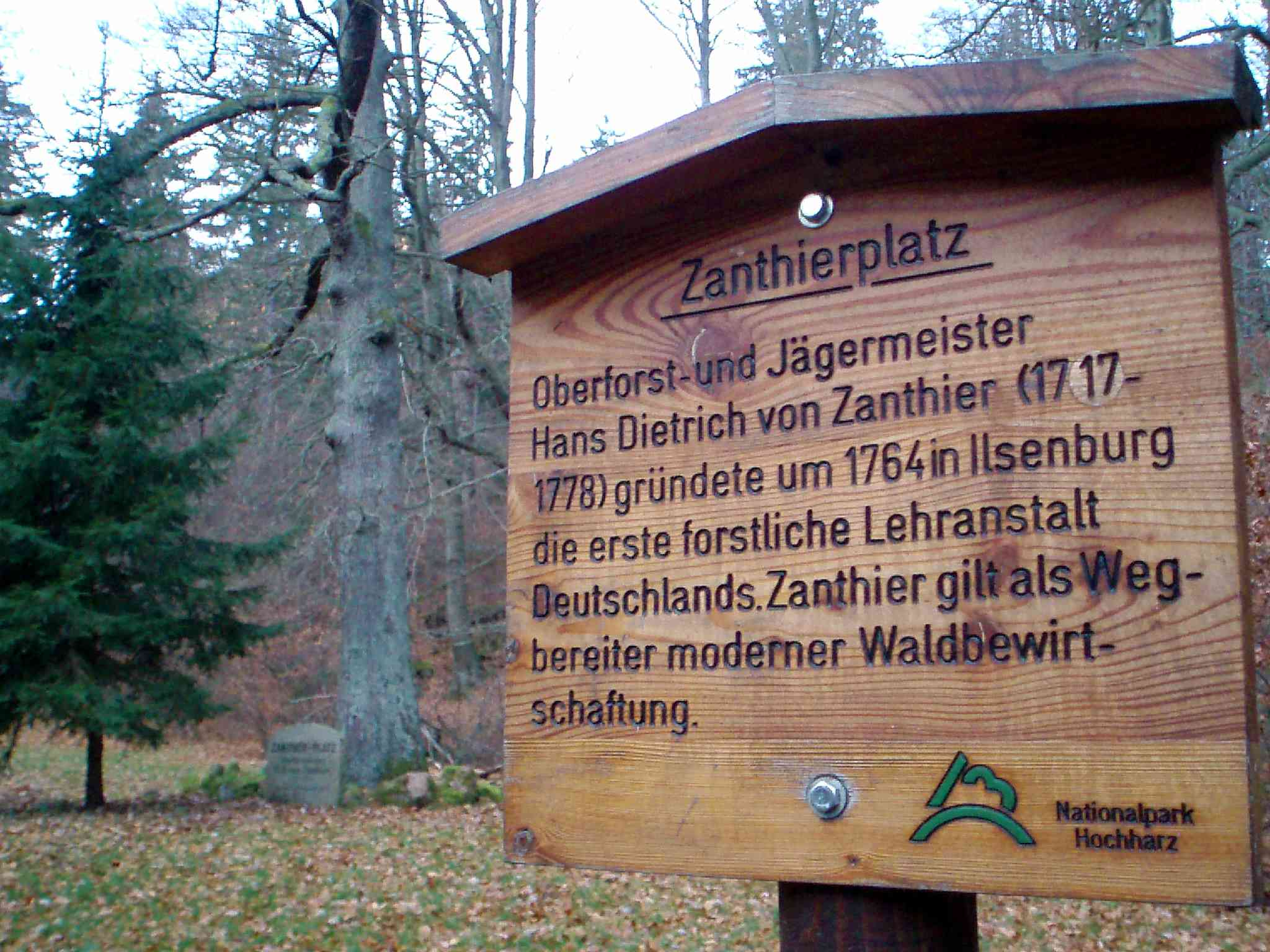
Zanthierplatz mit Gedenkstein bei Ilsenburg (Harz)

Hans Dietrich von Zanthier (* 17. September 1717 in Görzig; † 30. November 1778 in Wernigerode) war ein deutscher Förster und Jäger. Er war gräflich-stolbergischer Oberforst- und Jägermeister, der Forstunterricht gab.

## Leben und Karriere
Er entstammt  dem anhaltischen Adelsgeschlecht Zanthier und war das jüngste von acht Kindern des kursächsischen Land- und Kreissteuereinnehmers Heinrich Dietrich von Zanthier (1676–1729), Gutsherr auf Salzfurth, Kapelle und Thalheim, und dessen erster Ehefrau Christine Anna Eleonore von Bodenhausen (1683–1718) aus dem Hause Görzig. Bereits früh verlor er beide Eltern und wuchs gemeinsam mit seinem Vetter von Bodenhausen in Burgkemnitz auf.
Durch die Vermittlung des Hofmarschalls von Polenz kam Zanthier 1732 im Alter von 15 Jahren als Leibpage zum Herzog von Braunschweig-Wolfenbüttel. Hier absolvierte er eine Jägerlehre im Wolfenbüttler Forst, ehe er zwei Jahre später als Jagdpage bei dem Forstmann Johann Georg von Langen in Blankenburg in die Lehre ging. Im Jahr 1737 begleitete er von Langen nach Norwegen, wo dieser eine Forstverwaltung errichten sollte. Dort blieb Zanthier neun Jahre lang und erlernte Vermessung, Einteilung, Kartierung und Abschätzung von Wäldern sowie ihre planmäßige Nutzung.
1740 war er Holzförster und königlich-dänischer Jagdjunker. 1746 wirkten beide an der Einrichtung und Vermessung der Forsten im braunschweigischen Weserdistrikt mit. Graf Christian Ernst zu Stolberg-Wernigerode berief ihn 1747 als Forst- und Jagdmeister mit Dienstsitz in Sophienhof. Ein Jahr später, 1748, kam die Ernennung zum Oberforst- und Jägermeister mit der Oberaufsicht für den gesamten Wernigeröder und Hohensteinischen Forstbesitz (16.000 ha). Sein Dienstsitz war nun der Waldhof in Ilsenburg. Hier gründete er zwischen 1763 und 1765 als Privatperson die erste forstwirtschaftliche Lehranstalt im europäischen Raum. Er führte die Arbeit von Langens fort, richtete Forsten ein und stellte Betriebspläne auf. Darüber hinaus verfasste er einige Schriften zur Forstwirtschaft, da er den schlechten Zustand der deutschen Waldgebiete auf fehlende forstliche Sachkunde zurückführte. Er engagierte sich für die nachhaltige Nutzung und Holzerneuerung, dazu stellte er unter anderem umfassende Rentabilitätsberechnungen und Planungen auf. Sein besonderes Augenmerk lag dabei auf der Bestandsverjüngung. Zanthier wurde 1776 von der Berlinischen Gesellschaft naturforschender Freunde zum Ehrenmitglied ernannt.

## Familie
Von Zanthier heiratete am 22. Februar 1751 an seinem neuen Wirkungsort Ilsenburg Luise von Schierstedt (* 3. August 1720 auf Gut Benzingerode; † 1. Juni 1789 in Ilsenburg), sie war die Tochter des Gutsbesitzers Jost Friedrich von Schierstedt, Gutsherr auf Benzingerode, und der Sophie Auguste von Krosigk. Ab 1763 hatte Zanthier selbst Schüler und führte sein Haus als private Forstschule.
Sein direkter Nachkomme war der preußische Landrat und Politiker Hans Dietrich von Zanthier (1856–1925), Mitglied des Preußischen Herrenhauses.

## Ehrungen
In Sophienhof befindet sich ein Gedenkstein für Hans Dietrich von Zanthier und eine nach ihm benannte Linde.

## Schriften (Auswahl)
- Hans Dietrich von Zanthier: Anweisung zur Forstwirtschaft. 1767, OCLC 915864071.
- Hans Dieterich von Zanthier’s, gewesenen Oberforstmeisters in der Grafschaft Wernigerode, Unterricht vom Torfwesen. Stettinsche Buchdruckerei, Ulm 1796, OCLC 603252184 (Besonders von der durch denselben am Harze eingeführten Verkohlung desselben).
- Abhandlungen über das theoretische und praktische Forstwesen. Hrsg.: Carl Wilhelm Hennert. Erste Sammlung. Adolph Weber, Berlin 1799, OCLC 794357424 (babel.hathitrust.org).
- Abhandlungen über das theoretische und praktische Forstwesen. Hrsg.: Carl Wilhelm Hennert. Zweyte Sammlung. Adolph Weber, Berlin 1799, OCLC 705767137 (reader.digitale-sammlungen.de).